# Без сонця
«Без сонця» (рос. «Без солнца») — радянський художній фільм 1987 року, знятий на кіностудії «Мосфільм».

## Сюжет
Драма за п'єсою М. Горького «На дні». «… „Без сонця“ — перша назва, яку сам Горький дав своїй п'єсі і яка, як нам представляється, найбільш відповідає її суті. Бо цей твір не про „дно“ і його людей, а про невигубне, палке прагнення людей з темряви до світла, до сонця» — Ю. Карасик.

## У ролях
- Михайло Глузський — Лука, мандрівник
- Олексій Петренко — Сатін
- Інокентій Смоктуновський — барон
- Володимир Гостюхін — Васька Попіл, злодій
- Віктор Приз — актор
- Наталія Єгорова — Василиса Карпівна, дружина Костильова
- Анатолій Кузнецов — Михайло Іванович Костильов, власник нічліжки
- Дарина Михайлова — Наталка, сестра Василиси
- Володимир Стеклов — Бубнов, картузник
- Віра Глаголєва — Настя
- Афанасій Кочетков — Андрій Митрич Кліщ, слюсар
- Михайло Кокшенов — Медведєв, дядько Василини і Наташі
- Єлизавета Нікіщихіна — Ганна, дружина Кліща
- Володимир Виноградов — Альошка, швець
- Анатолій Яббаров — татарин, крючник
- Олена Санаєва — Квашня, торгівка пельменями
- Борис Юрченко — Кривий Зоб, крючник

## Знімальна група
- Режисер — Юлій Карасик
- Сценарист — Юлій Карасик
- Оператори — Борис Новосьолов, Костянтин Супоницький
- Композитор — Юрій Саульський
- Художник — Борис Бланк